# Oceania (1984)
L'Oceania è una delle tre superpotenze mondiali inventate da George Orwell nel romanzo 1984.
Nata dopo la guerra atomica degli anni cinquanta, la sua forma di governo è una dittatura totalitaria guidata da un'entità nota come il Partito, al cui vertice si colloca la figura mitica del Grande Fratello. L'ideologia di riferimento del Partito è detta "Socialismo inglese", per brevità Socing ("Ingsoc" nella versione in lingua originale), sorta dalle ceneri delle forze politiche anglosassoni di ispirazione socialista e comunista.
Nel territorio dell'Oceania sono comprese le Americhe, le isole dell'Oceano Atlantico (fra cui le Isole britanniche), l'Africa meridionale, l'Australasia e  presumibilmente l'Antartide.
Nel romanzo essa è considerata la maggiore delle tre superpotenze ed è costantemente in guerra con l'Estasia o con l'Eurasia, ed alleata con la superpotenza con la quale non è in guerra.
Proprio per questo motivo l'esercito oceaniano dispone di un vastissimo arsenale, alla quale creazione e manutenzione è destinato gran parte dello sforzo industriale della nazione. Un'unità militare che viene citata nel romanzo è ad esempio la fortezza galleggiante, una struttura poderosa e di dimensioni gigantesche, la cui costruzione richiede un'enorme quantità di operai e risorse.